# Radio-Aktivität
Radio-Aktivität ist das fünfte Studioalbum der deutschen Elektropop- und Krautrock-Band Kraftwerk, das im Oktober 1975 erschien. Im Folgemonat erschien in englischsprachiger Ausgabe Radio-Activity.

## Entstehung und Veröffentlichung
Das Album wurde im bandeigenen Kling-Klang-Studio in Düsseldorf aufgenommen und war das erste Album unter Mitwirkung von Karl Bartos. Erstmals wurden ausschließlich elektronische Instrumente verwendet. Auf dem Plattencover ist das Volksempfänger-Modell Deutscher Kleinempfänger abgebildet. Innen lag jeder LP ein Aufkleber bei, der das Internationale Symbol für Radioaktivität darstellt. Das Album wurde von Peter Bollig und Walter Quintus abgemischt; alle Lieder befassen sich textlich mit Radioaktivität beziehungsweise Kernenergie oder Rundfunk.

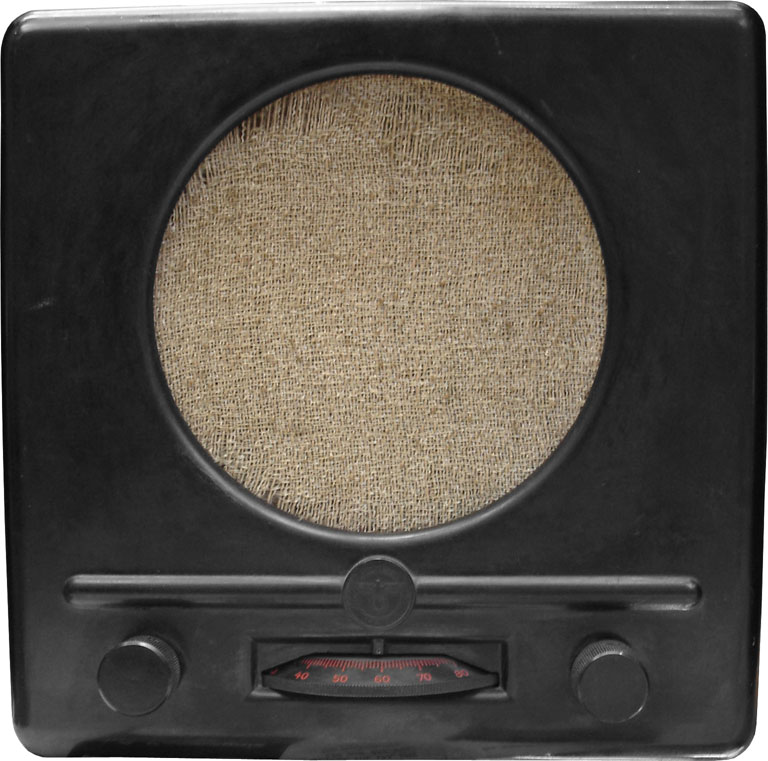
Die Vorderseite des Albencovers besteht aus einer stilisierten Zeichnung eines Geräts dieser Volksempfänger-Baureihe (DKE 38), die Rückseite des Covers aus der ebenfalls bildfüllenden Abbildung dessen (beschrifteter) Rückwand.

Für das 1991 veröffentlichte Remixalbum The Mix wurde der Titelsong neu aufgenommen und mit neuen Textzeilen versehen, da der ursprüngliche Text von verschiedenen Seiten als zu unkritisch gegenüber den Risiken der Kernenergie eingestuft wurde.
2009 erschien eine Neuauflage des Albums als Kling Klang Digital Master 2009. Im Gegensatz zu den früheren Ausgaben zeigt das Albencover ein Rot auf Gelb gehaltenes Trefoil als Warnzeichen vor Radioaktivität.

## Titelliste
Es werden die deutschen und englischen Bezeichnungen der Lieder genannt:
1. Geigerzähler/Geiger Counter (1:07)
2. Radioaktivität/Radioactivity (6:40)
3. Radioland (5:50)
4. Ätherwellen/Airwaves (4:39)
5. Sendepause/Intermission (0:39)
6. Nachrichten/News (1:17)
7. Die Stimme der Energie/The Voice Of Energy (0:54)
8. Antenne/Antenna (3:42)
9. Radio Sterne/Radio Stars (3:30)
10. Uran/Uranium (1:27)
11. Transistor (2:14)
12. Ohm Sweet Ohm (5:37)

## Die Musikstücke
Geigerzähler

Dieses Stück besteht vorrangig aus einem rhythmischen, langsam beschleunigenden Knacken. Später kommen ein unregelmäßiges Rauschen und ein weiteres elektronisches Geräusch hinzu. Kurz darauf leitet Geigerzähler nahtlos in das Titelstück über.
Radioaktivität

Das Titelstück in a-Moll baut auf einem ständig wiederholten Thema auf, dessen Melodie weitestgehend durch Quartensprünge charakterisiert ist. Die Harmoniefolge beschränkt sich auf Tonika a-Moll und Subdominantparallele F im Wechsel, Tonikaparallele C und deren Dominante G.
Inhaltlich beschäftigt sich dieses Lied mit dem Wortspiel aus dem Titel. Es werden – abwechselnd auf Deutsch und Englisch – „Radio-Aktivität“ (Rundfunktechnik) und „Radioaktivität“ besungen. Dabei wird sowohl auf Marie Curie als auch auf populäre Slogans zu Befürwortung von Kernenergie („Wenn’s um uns’re Zukunft geht.“) Bezug genommen. Zwischen den Textpassagen wird das Wort „Radioaktivität“ in Morsecodes eingespielt.
Die 2. gemixte Version des Songs für das Album The Mix ist auch die Version, die für die Konzerte der Band verwendet wird. Sie unterscheidet sich von der alten Version durch den neuen Text (Strahlentod und Mutation durch die schnelle Kernfusion), durch das „STOP“ vor „Radioaktivität“ und den Anfang, bei dem Atomunfälle von einer Robovox-Stimme aufgezählt werden.
Radioland

In diesem Lied wechseln sich gesungene Passagen, instrumentale Themenverarbeitung und elektronische Effekte ab. Alles wird von einem klopfenden Rhythmus im 4/4-Takt unterlegt, bei dem auf den Zählzeiten 1, 2 und 3 Schläge erfolgen. Der sloganartige Text handelt vom Einstellen eines Transistorradios. Dabei wird jede Textpassage zuerst deutsch gesungen und dann auf Englisch wiederholt. Die Liedzeilen werden wechselweise von Hütter und Schneider-Esleben gesungen, was insofern außergewöhnlich ist, als dass man die Stimme von Schneider-Esleben ansonsten im gesamten Werk der Band nur elektronisch verfremdet (= Vocoderstimme) hören kann.
Ätherwellen

Dieses Lied basiert auf einer recht einfachen, mit Sekunden abwärts geführten Melodie, die von Instrumenten und Sänger verwendet und auf zwei terzverwandten Tonstufen gespielt wird. Das Lied zeichnet sich durch ein recht hohes Tempo aus. Der Text des Stückes beschreibt Senden und Empfangen beim Rundfunk auf poetische Weise („ferne Stimmen singen“) und wird ebenfalls abwechselnd auf Deutsch und Englisch gesungen.
Sendepause

Dieses Stück ist eine kurze Überleitung, die mit einem prägnanten Pausenzeichen einer Sendepause im Radio nachempfunden ist.
Nachrichten

In diesem Stück werden versetzt und z. T. gleichzeitig verschiedene gesprochene Nachrichtensendungen aus dem Radio abgespielt und mit elektronischen Effekten bzw. Störgeräuschen wiedergegeben. Die Nachrichtentexte berichten von geplanten und gebauten Kernkraftwerken, fortschreitender Entwicklung in der Energietechnik sowie begrenzten Uranvorkommen.
Die Stimme der Energie

Eine mithilfe eines Vocoders roboterartig klingende Stimme (die Stimme der Energie) spricht aus der Sicht des Kraftwerksgenerators über die Abhängigkeit der modernen Gesellschaft von elektrischem Strom („Ich bin Ihr Diener und Herr zugleich“).
Antenne

Das Stück beschreibt eine Antenne, die die von einem Sender ausgesandten Radiowellen als Vibrationen empfängt. Dabei wird die Strophe auf Deutsch, der Refrain auf Englisch gesungen. Charakteristisch ist der mit vielen Halleffekten versehene Gesang.
Radiosterne

Ein rhythmisch wiederholter, exponentiell seine Frequenz steigernder Oszillatorton bildet die Grundlage dieses Musikstückes. Der Gesang ist mit Halleffekten versehen und berichtet von Quasaren und Pulsaren, die im Weltall Radiowellen freisetzen und auf der Erde ebenfalls empfangen werden können. Dabei werden Worte des Textes im Rhythmus gesamplet, worüber sich erneut eine verfremdete Stimme legt, die die Kernworte des Textes (Pulsare und Quasare) betont.
Uran

Dieses Stück knüpft nahtlos an Radiosterne an und beschreibt mit einer verfremdeten Stimme den radioaktiven Zerfall von Uran. Der Text wird erneut auf Englisch gesprochen und mit einem atmosphärischen gehaltenen Akkord unterlegt.
Transistor

Eingeleitet von Radiosamples, ist dies ein kurzes, von vielen Echoeffekten geprägtes Instrumentalstück, dessen Titel auf Transistorradios anspielt.
Ohm Sweet Ohm

Das letzte Stück wird von einer Vocoder-Stimme eingeleitet, die den Songtitel mehrfach wiederholt. Dieser spielt auf die englische Redewendung „Home, Sweet Home“ und die Maßeinheit Ohm für den elektrischen Widerstand an. Es folgt ein längeres, mit einigen Solopassagen versehenes Instrumentalstück, dessen Tempo sich ständig erhöht und das im Gegensatz zu dem vorigen Stück durchkomponiert und nur wenig repetitiv ist. Es endet unisono und wird ausgeblendet.

## Musikvideos
1975 wurden zwei Musikvideos für die Lieder Radioaktivität und Antenne gedreht. Das Artwork des Booklets der 2009-Remastered-Version des Albums orientiert sich stark an diesen Musikvideos. Außerdem verwendete Kraftwerk Ausschnitte bzw. bestimmte Szenen für die Hintergrundfilme bei heutigen Konzerten.
- Das Musikvideo zu Radioaktivität ist in einem Rotton gehalten und beginnt mit einer etwa fünfsekündigen Einblendung eines roten Trifoil auf gelbem Grund, angelehnt an das internationale Zeichen für Radioaktivität und die der LP beiliegenden Sticker. Darauf folgt für weitere fünf Sekunden ein KRAFTWERK-Schriftzug, der von pulsierenden Punkten umringt ist. Als Nächstes erscheinen zwei Hände in Handschuhen von der Seite in einem schwarzen Raum, die sich im Sekundentakt auf- und abbewegen. Ein Lichtpunkt erscheint wieder und wieder auf den Händen. Eine Einblendung der Bandmitglieder in Anzügen folgt. Nun sind abwechselnd Nahaufnahmen von einer Hand (im Video wahrscheinlich Hütters), die Klavier spielt, zwei Händen, die das elektronische Schlagzeug spielen (wahrscheinlich Wolfgang Flür) und das Profil von Ralf Hütters Kopf zu sehen, während er in ein Mikrofon singt. Zweimal ist ein Gesamtbild der Band in dem abgedunkelten Raum zu sehen. Hütter links am Synthesizer und Mikrofon, in der Mitte Bartos und Flür nebeneinander an elektronischen Schlagzeugen, und schließlich rechts Florian Schneider-Esleben an einem weiteren, in Bauchhöhe stehenden Synthesizer. Ungefähr in der Mitte des Videos, passend zum Instrumental im Lied, erscheinen in der linken, oberen Hälfte wieder die beiden Hände in Handschuhen, die sich nun dem Takt folgend auf- und abbewegen. Der Lichtpunkt ist deutlicher. Rechts unten ist nun eine weitere Hand zu sehen, die einen kleinen Morseschalter bewegt. Im Lied ist währenddessen in Morsezeichen das Wort Radioaktivität zu hören. Das Video endet mit einem Volksempfänger, auf den die Kamera einzoomt.[3]
- Das Musikvideo zu Antenne ist ähnlich aufgebaut. Nun in einem Blauton gehalten beginnt das Video mit der Frontansicht Hütters, der passend zur Musik in das Mikrofon singt. Danach folgt eine kurze Animation, die mit Kreisen andeutet, wie eine Antenne Wellen empfängt. Danach folgt ein Bild eines Parabolspiegels. Nun ist wieder, wie im Musikvideo zu Radioaktivität, die Band als ganzes zu sehen. Es ist nun wie bereits vorher bei Hütter eine Vorderansicht von Florian Schneider zu sehen, der ebenfalls in ein (anderes) Mikrofon singt. Die Animation der Antenne, die Band als ganzes und das Bild des Parabolspiegels sind nun nacheinander zu sehen. Passend zur Musik erscheint nun ein Oszilloskop, das die in der Musik zu hörenden „Schwingungen“ synchron visualisiert. Ein Bild der Band erscheint nun, um einen kleinen Tisch herum sitzend, auf dem ein Volksempfänger steht. Dieses Bild ist in ähnlicher Form auch im Booklet der 2009-Remastered-Version des Albums zu finden. Kurz wird die Animation der Antenne wieder gezeigt, danach wieder das Bild des Parabolspiegels, um schließlich wieder bei der Ausgangsposition, dem Gruppenporträt der Band auszukommen. Das Video endet mit den Frontaufnahmen Schneiders und Hütters beim Singen sowie der Gruppenansicht der Band an den Instrumenten. Es wird mit der Musik ausgeblendet.[4]

## Besetzung
- Karl Bartos – Elektronisches Schlagzeug
- Wolfgang Flür – Elektronisches Schlagzeug
- Ralf Hütter – Gesang, Synthesizer, Tasteninstrumente
- Walter Quintus – Tonmeister
- Florian Schneider-Esleben – Gesang, Tasteninstrumente, Synthesizer

## Rezensionen
Die auf dem Album gebotene Musik wird zunächst einmal in Abgrenzung zum Vorgängeralbum als Stilbruch gewertet:

„Viel weniger poppig als Autobahn und mit experimentellen Elementen war eine Ähnlichkeit mit den früheren Kraftwerk Stücken zu erkennen. Sie setzten weiterhin konsequent moderne Technologie ein, die industriellen Klänge aus den Anfangstagen sind auf Radioaktivität jedoch zu einer Art elektronischer Kammermusik gezähmt worden.“

„Mit ‚Radio-Aktivität‘ wechselten Kraftwerk vollständig zu elektronischer Instrumentierung, nachdem ihre vorhergehenden Alben noch zu einem Großteil mit elektronisch verfremdeten konventionellen Instrumenten entstanden.“

## Kommerzieller Erfolg
Das Album avancierte in seiner englischen Fassung zum Nummer-eins-Erfolg im Juni 1976 in Frankreich. Im Folgejahr erhielt es dafür eine Goldene Schallplatte für mehr als 100.000 verkaufte Einheiten. Von der Single Radioactivity wurden in Frankreich sogar mehr als 400.000 Stück verkauft. 

### Chartplatzierungen
| ChartsChartplatzierungen       | Höchstplatzierung | Wochen |
| ------------------------------ | ----------------- | ------ |
| Deutschland (GfK)              | 22 (7 Wo.)        | 7      |
| Österreich (Ö3)                | 4 (12 Wo.)        | 12     |
| Vereinigte Staaten (Billboard) | 140 (8 Wo.)       | 8      |

| ChartsJahrescharts (1976) | Platzierung |
| ------------------------- | ----------- |
| Österreich (Ö3)           | 10          |

### Auszeichnungen für Musikverkäufe
| Land/Region       | Auszeichnungen für Musikverkäufe (Land/Region, Auszeichnung, Verkäufe) | Verkäufe |
| ----------------- | ---------------------------------------------------------------------- | -------- |
| Frankreich (SNEP) | Gold                                                                   | 100.000  |
| Insgesamt         | 1× Gold ·                                                              | 100.000  |